# Daniel Carter Beard
Daniel Carter "Uncle Dan" Beard (21 de junho de 1850 – 11 de junho de 1941) foi um ilustrador, autor, líder juvenil, georgista e reformador social estadunidense que fundou os  Filhos de Daniel Boone  em 1905, que mais tarde se fundiu com os Escoteiros da América (BSA).

## Biografia
Nasceu em Cincinnati, Ohio, em uma família de artistas e se interessou por atividades ao ar livre desde jovem. Ilustrou vários livros, que incluem alguns de Mark Twain, e escreveu O Manual Prático do Menino Americano em 1882. Foi defensor da filosofia georgista, que defendia a tributação única da terra. Atuou como o primeiro comissário nacional dos Escoteiros e foi ativo no movimento escoteiro até sua morte em 1941.